# Лари Вол
Лари Вол (енгл. Larry Wall; Лос Анђелес, 27. септембар 1954) је амерички лингвиста, програмер и писац.

## Биографија
Студирао је лингвистику у Сијетлу (Seattle Pacific University) а касније и на Универзитету Калифорније у Лос Анђелесу и на Универзитету Калифорније у Берклију. После факултета је претежно радио као администратор и програмер а касније и као писац. Између осталих, радио је и за НАСА-ину Лабораторију за млазни погон (JPL), Јунисис (UNISYS) и Орајли.
Творац је програмског језика Перл и аутор алата rm и patch.
Осим што је способан као програмер, истиче се и посебном врстом хумора и истанчаним чулом за иронију, који могу да се примијете у дискусијама на форумима као и говорима на разним конгресима. Добитник је више међународних признања.
Ожењен је Глоријом Вол, имају четворо дјеце, отворено се изјашњава као вјерник (припада капертиноназаренској цркви) и страствено свира виолину.